# Pfarrhaus Schönhagen

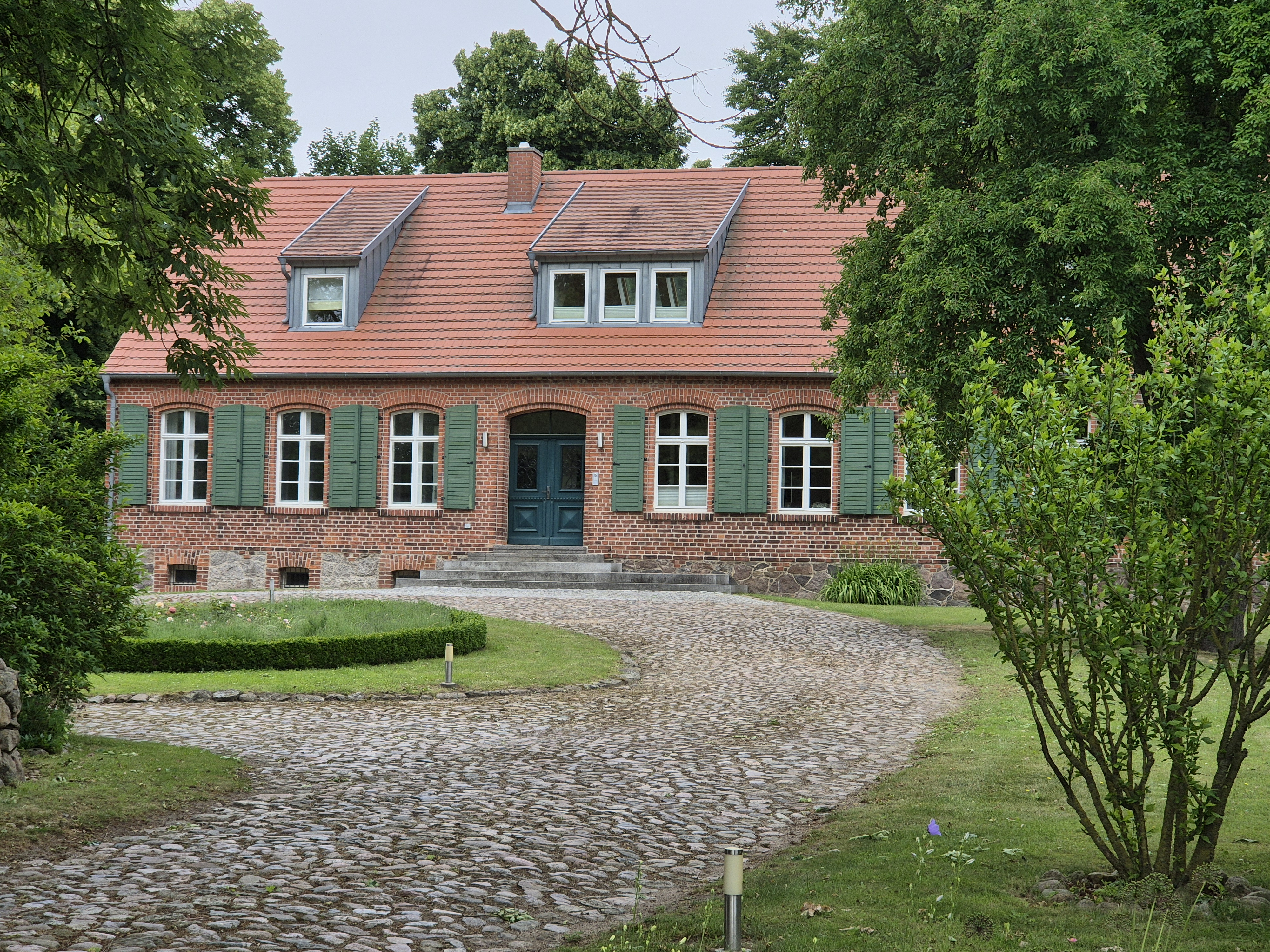
Gebäude (2025)

Das ehemalige Pfarrhaus in Schönhagen steht nördlich der Dorfkirche des Pritzwalker Ortsteils, in der Dorfstraße 14. Das Dorf Schönhagen liegt im Landkreis Prignitz, dem nordwestlichsten Teil Brandenburgs. Heutzutage befindet sich das restaurierte Gebäude in Privatbesitz. Der Bau steht unter Denkmalschutz.
Aufgrund der Baufälligkeit der Kirche, wurde der zu diesem Zeitpunkt stark beschädigte schwebende Taufengel ab 1978 außerhalb aufbewahrt und lagerte nach dem Handbuch der deutschen Kunstdenkmäler von 1989 zwischenzeitlich im Pfarrhaus.

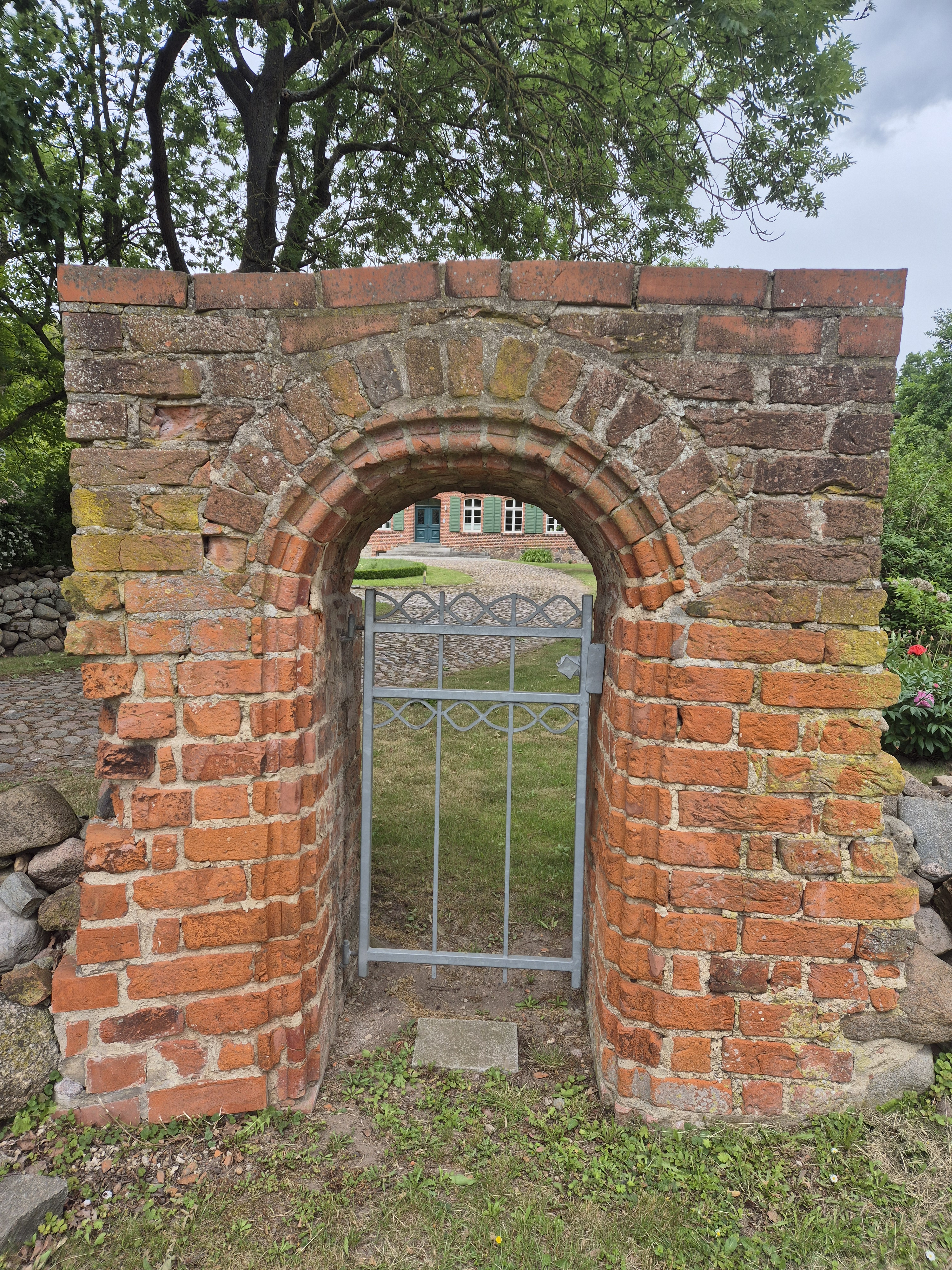
Preesterpforte (2025); im Hintergrund ist das Pfarrhaus zu sehen

## Beschreibung
Es handelt sich um ein zwischen 1886 und 1900 erbautes eingeschossiges, neunachsiges Gebäude mit Satteldach. Das Pfarrhaus wurde aus Backstein in Massivbauweise errichtet und ruht auf einem Feldsteinsockel.